# Kepler-5
Kepler-5 là một ngôi sao nằm trong chòm sao Thiên Nga trong tầm nhìn của Sứ mệnh Kepler, một dự án của NASA nhằm phát hiện các hành tinh đang di chuyển hoặc đi qua phía trước, các ngôi sao chủ của chúng khi nhìn từ Trái Đất. Nó có một hành tinh quay gần, hành tinh khá giống Sao Mộc, tên là Kepler-5b, đã được phát hiện xung quanh Kepler-5. Hành tinh của Kepler-5 là một trong năm hành tinh đầu tiên được phát hiện bởi tàu vũ trụ Kepler; khám phá của nó đã được công bố vào ngày 4 tháng 1 năm 2010 tại cuộc họp lần thứ 215 của Hiệp hội Thiên văn Hoa Kỳ sau khi được xác minh bởi nhiều đài quan sát. Kepler-5 lớn hơn và to hơn Mặt Trời, nhưng có tính kim loại giống nhau, một yếu tố chính trong sự hình thành hành tinh.

## Danh pháp và lịch sử
Ba lần khám phá được thực hiện trước nhiệm vụ Kepler, nằm trong tầm nhìn của Kepler, đã được đưa ra các chỉ định của Kepler 1, 2 và 3. Kepler-5 thực sự là ngôi sao mang hành tinh thứ hai được phát hiện trong quá trình thực hiện Nhiệm vụ Kepler, một hoạt động của NASA nhằm tìm ra các hành tinh giống Trái đất khi đi qua, hoặc băng qua trước mặt các ngôi sao chủ của chúng đối với Trái đất. Hành tinh của ngôi sao này, Kepler-5b, do đó là hành tinh thứ hai trong số năm hành tinh đầu tiên được công bố vào ngày 4 tháng 1 năm 2010 tại cuộc họp lần thứ 215 của Hiệp hội Thiên văn học Hoa Kỳ tại Washington, DC, cùng với các hành tinh xung quanh Kepler-4, Kepler-6, Kepler-7 và Kepler-8.
Phát hiện ban đầu của Kepler-5b bởi Kepler đã được các nhà khoa học kiểm tra lại tại Đài thiên văn WM Keck ở Mauna Kea, Hawaii; Đài thiên văn McDonald ở phía tây tiểu bang Texas; Đài thiên văn Palomar và Đài thiên văn Lick ở California; Đài thiên văn MMT, WIYN và Whoop ở Arizona; và Đài thiên văn Roque de los Muchachos ở Quần đảo Canary.

## Đặc điểm
Kepler-5 là một ngôi sao sunlike đó là 1,374 (± 0,056) M mặt trời và 1,793 (± 0,053) Rmặt trời, và là 137% khối lượng và 179% bán kính của Mặt Trời. Ngôi sao có tính kim loại là [Fe / H] 0,04 (± 0,06), khiến nó giàu kim loại như Mặt trời, do đó làm tăng khả năng ngôi sao có các hành tinh trên quỹ đạo. Kepler-5 có nhiệt độ hiệu quả là 6297 (± 60) K, nóng hơn nhiệt độ hiệu dụng của Mặt trời là 5778 K. Kepler-5 có cường độ rõ ràng là 13,4 và không thể nhìn thấy bằng mắt thường.

## Ngôi sao đồng hành
Một danh mục gần đây về bạn đồng hành với các ngôi sao Kepler đã được xác định từ hình ảnh có độ phân giải cao cho thấy được hai người bạn đồng hành với Kepler-5 ở khoảng cách 0,9 và 3,5 giây. Cho dù các ngôi sao này có liên kết về mặt vật lý với Kepler-5 hay chỉ đơn thuần là sự sắp xếp các ngôi sao không liên quan vẫn chưa được biết, tuy nhiên các nghiên cứu gần đây đã chỉ ra được rằng 60 đến 80% bạn đồng hành trong vòng 1 giây của các sao Kepler là nhị phân thực.

## Hệ hành tinh

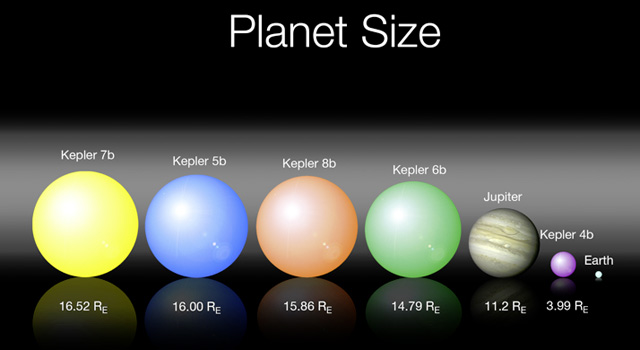
Một bức ảnh cho thấy kích thước tương đối của năm hành tinh đầu tiên được phát hiện bởi Kepler. Kepler-5b là lớn thứ hai, được tô màu xanh lam.

Kepler-5b là 2.11 M J và 1.426 R J. Do đó, nó lớn hơn gấp đôi khối lượng của Sao Mộc và ít hơn ba nửa bán kính của Sao Mộc. Kepler-5b quay quanh ngôi sao của nó mất 3.5485 ngày, nằm ở khoảng 0,0538 AU từ Kepler-5. Do đó, nó là một Sao Mộc nóng hoặc một người khổng lồ khí quay quanh ngôi sao chủ của nó. Để so sánh, Sao Thủy quay quanh mặt trời ở 0,3871 AU cứ sau 87,97 ngày. Độ lệch tâm của hành tinh được coi là 0, đó là độ lệch tâm cho quỹ đạo tròn.
| Thiên thể đồng hành (thứ tự từ ngôi sao ra) | Khối lượng         | Bán trục lớn (AU)  | Chu kỳ quỹ đạo (ngày)  | Độ lệch tâm | Độ nghiêng     | Bán kính           |
| ------------------------------------------- | ------------------ | ------------------ | ---------------------- | ----------- | -------------- | ------------------ |
| b                                           | 2111+0067 −0086 MJ | 00538+00015 −00021 | 3548465446 ± 183×10−07 | 0           | 8914+044 −032° | 1426+0036 −0051 RJ |